# Kruislieveheer Langestraat

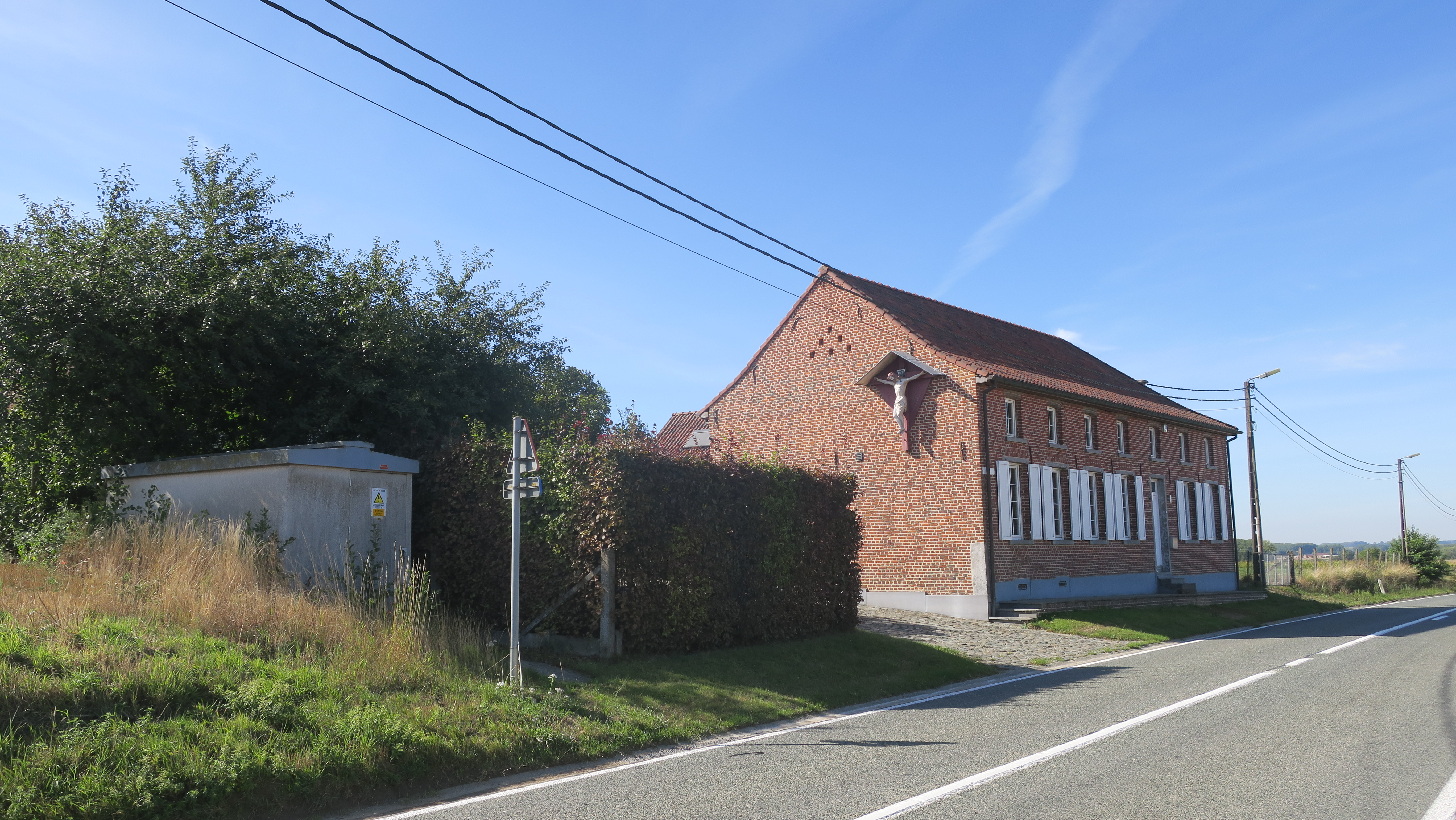
Kruislieveheer Langestraat 2. Foto: Anne-Mie Havermans

De Kruislieveheer is een crucifix bevestigd tegen de zijgevel van het pand Langestraat 2 te Herne, een hoeve met geplaveide binnenplaats en gebouwen met zadeldaken uit de 19e eeuw. Het huis staat op de Inventaris Onroerend Erfgoed aangeduid als vastgesteld bouwkundig erfgoed sinds oktober 2021.